# Липа пухнастостовпчикова
Ли́па пухнастосто́впчикова (Tilia dasystyla) — реліктова багаторічна рослина родини мальвових. Вид занесений до Європейського червоного списку і Червоної книги України. Належить до лікарських, медоносних та декоративних культур.
Українська назва вказує на типову ознаку квіток цього виду — маточку, стовпчик якої вкритий густими волосками. Таке ж значення має і латинська назва, що перекладається як «жорсткий, грубий стовпчик».

## Опис
Листопадне дерево заввишки 20–25 м, фанерофіт. Стовбур завтовшки до 30 см, вкритий сірою або темно-бурою корою. На старих гілках кора тріскувата, молоді гілки голі. Бруньки довгасті, голі, темно-коричневі, 4–5 мм завдовжки, 2–3 мм завширшки. Черешки тонкі, голі, 3–4 мм завдовжки. Листки 8–12 см завдовжки та 5–8 см завширшки, асиметрично-широкояйцеподібні, пилчасті, розсіяно запушені. Верхній бік листка темно-зелений, лискучий, нижній — світло-зелений. Жилки зісподу рельєфні, з густим запушенням простими, жовтуватими волосками. Первинних і вторинних жилок по 6–8 штук, третинні жилки паралельні одна одній.
Суцвіття — негуста китиця, що складається з 3–7 квіток. Приквіток завдовжки 7–9 см, завширшки 1,5–2 см, ланцетний, голий, з боку квітконоса лискучий, зісподу — матовий. Чашолистки 3–4 мм завдовжки, 1–2 мм завширшки, ланцетні, зовні голі, зсередини запушені довгими, білими, лискучими волосками, які на краю завиваються. Листочки оцвітини лопатчасті, заокруглені, звужені до основи, зі злегка нерівними краєм, 6–6,5 мм завдовжки, 1–1,5 мм завширшки. Тичинки 6–7 мм завдовжки. Зав'язь округла, шерстисто запушена. Стовпчик завдовжки 3 мм, на всьому протязі шерстисто запушений. Приймочка гола, з п'ятьма розчепіреними лопатями. Плід — твердий, шерстисто запушений 5-ребристий горішок.
Квітне у червні-липні, плодоносить у серпні. Розмножується насінням.

## Екологія та поширення
Рослина помірно теплолюбна, посухостійка, віддає перевагу вологим, свіжим, слабокислим або слаболужним суглинкам. Зростає у лісах верхнього і середнього гірського поясу разом з дубом, буком і липою кавказькою, іноді трапляється на скелях.
Липа пухнастостовпчикова розповсюджена на Кавказі, у Передкавказзі, Закавказзі, на півночі Ірану, Туреччини і в Криму. Оскільки через Україну проходить північна межа ареалу, то на її теренах відомі лише поодинокі особини або невеликі скупчення. В Криму це дерево росте лише на схилах Головного пасма Кримських гір. Номінальний підвид Tilia dasystyla subsp. dasystyla трапляється лише на горі Кастель.

## Значення і статус виду
Спостереження, проведені в Криму, фіксують невпинне зменшення чисельності, але причина цього явища не з'ясована. Вид охороняється в Ялтинському гірсько-лісовому, Кримському і Карадазькому заповідниках, заказнику «Кубалач», пам'ятці природи «Гора Кастель».
Застосування липи пухнастостовпчикової таке ж саме, як у її відомої родички — липи серцелистої. Висушені квіти заварюють і вживають як чай, приймають як жарознижувальне при хворобах верхніх дихальних шляхів. На Кавказі це дерево висаджують навколо пасік, бджоли збирають з нього велику кількість високоякісного меду. У цьому ж регіоні зрідка можна побачити і декоративні насадження цього дерева на вулицях міст. Шляхом гібридизації липи серцелистої і пухнастостовпчикової виведено липу кримську.

## Систематика

### Підвиди
- Tilia dasystyla subsp. dasystyla
- Tilia dasystyla subsp. caucasica

### Синоніми
- Tilia begoniifolia
- Tilia platyphyllos subsp. caucasica
- Tilia rubra var. begoniifolia
- Tilia rubra subsp. caucasica